# Ficana
Ficana fu un abitato del Latium vetus, ricordato da Plinio il Vecchio nella lista delle cinquantatré città che «scomparvero senza lasciare traccia» (interiere sine vestigiis).

## Localizzazione
Ficana era collocata sulla sponda sinistra del fiume Tevere, sulle piccole alture di Monte Cugno, presso le località Monti di San Paolo e Centro Giano, ad Acilia, oggi ridotto a una collinetta, ma un tempo più scosceso, naturalmente difeso su tre lati, e posto a dominare strategicamente il Tevere fino alla foce.

## Storia

### Origini latine
Eccezion fatta per un frammento ceramico riferibile alla fase finale della media età del bronzo, le prime testimonianze di un insediamento umano presso il sito risalgono al XII secolo a.C. circa. Questo si deduce dalla gran quantità di ceramica protovillanoviana e in parte subappenninica in giacitura secondaria presso alcune strutture forse connesse alla fortificazione della città. Nonostante il mancato rinvenimento di tracce di abitazioni risalenti a quell'epoca, tali materiali provano l'esistenza certa di un abitato stabile nell'età del bronzo recente e finale.
Un'altra evidenza dell'occupazione stabile del sito durante la prima fase laziale (Bronzo finale 3) proviene da un gruppo di tombe a pozzetto rinvenute su una piccola altura a sud del pianoro ove sorgeva l'abitato. Le tombe in questione, abbastanza sconvolte dalle arature, presentano scarso corredo e seguono il rito dell'incinerazione. Sono in numero limitato (quindici), ma bastano a comprovare l'esistenza di un abitato risalente all'ultima fase dell'età del bronzo finale, che corrisponde alla prima fase della cultura laziale (Roma - Colli Albani I).
Non vi è dubbio che la città ebbe un salto qualitativo per la sua identità con la costruzione dell'aggere difensivo, risalente alla metà dell'VIII secolo a.C. circa. Questa struttura, costituita da un aggere in terra e tufo largo ben 7 m e una fossa larga 10 m, difendeva tutto il lato occidentale della piccola collina, elevandosi a difesa di essa. La struttura, di cui si è rinvenuta buona parte, era lunga 150 m circa ed il suo stato di conservazione al momento dello scavo era discreto. La città non aveva bisogno di un muro di cinta completo, in quanto ben protetta sugli altri tre lati da costoni molto ripidi, che facevano dell'abitato una sorta di acropoli dominante la valle del Tevere. Un'ipotesi di Alessandro Bedini propone di identificare con un primo apprestamento difensivo, riferibile già all'età del bronzo finale, in alcune strutture con andamento parallelo e perpendicolare all'aggere di VIII secolo a.C. .
All'interno dell'abitato la costruzione caratteristica di quest'epoca (prima età del ferro) era la capanna. A Ficana esse erano di forma quadrata, rettangolare o ellittica, raramente ovale come a Roma o a Satrico, anche se la più antica presenta una pianta rotonda (tuttavia l'identificazione del contesto con una capanna è dubbia). Le tracce di esse, rinvenute soprattutto nel settore nord orientale del pianoro, testimoniano l'esistenza di questo tipo di costruzione. Le capanne erano costruite piantando dei pali nel terreno, l'alzato era in opera a graticcio e il tetto un intreccio di rami in legno e paglia. Altre tracce di capanne sono state rinvenute in una zona quasi a ridosso dell'aggere difensivo, sul lato interno.
L'insediamento, abitato dai "Prisci Latini", vive un vero momento cruciale con l'ascesa al trono di Roma di Anco Marzio (re dal 641 al 616 a.C.) . La storiografia, nonostante le varianti dei racconti, è quasi unanime nel raccontare la conquista di Ficana da parte del re intorno alla metà del VII secolo a.C., quando la città fu rasa al suolo e gli abitanti deportati sull'Aventino;  grazie a questa conquista, Anco Marzio assicurò a Roma il controllo delle vie di comunicazione verso il mare, necessario per la successiva fondazione della colonia romana di Ostia.

### Conquista romana
Diverse sono le interpretazioni relative alla fase successiva alla conquista romana. I rinvenimenti testimoniano infatti un'occupazione del sito senza soluzione di continuità dal X al III secolo a.C. Nulla lascia dunque pensare che l'insediamento sia stato annientato: forse Roma occupò il sito, ma invece di obliterarlo, lo annientò politicamente, annettendolo al suo regno. Michele Mattei attraverso l'analisi dei dati archeologici pubblicati, ha individuato varie aree di scavo del sito (almeno cinque) che mostrano segni di distruzione violenta proprio alla fine dell'VII secolo a.C. coeve dunque al presunto arrivo di Anco Marzio, proponendo di vedere in quelle evidenze, i chiari segni del passaggio del re romano sul sito. Sito che sarebbe stato si distrutto, ma ricostruito subito dopo, non potendo Roma perdere l'occasione di possedere una città posta in un punto così strategico del territorio. In effetti, Ficana non aveva solo il controllo sulla foce del Tevere: di grande importanza per i romani era il possesso delle saline, che si trovavano pochi chilometri a ovest ed erano probabilmente sfruttate dai ficanesi stessi. Secondo la storiografia altre città fecero le spese della spinta di conquista di Anco Marzio: Medullia, Tellenae e Politorium. La tesi dell'epigrafista Lucio Benedetti, secondo la quale la prima delle due coinciderebbe con Ficana, sempre secondo Mattei, non trova alcun riscontro né logico né linguistico.
Con l'avvento del controllo romano iniziano a sorgere edifici in pietra al di fuori dell'aggere. La superficie del sito passa da cinque a dieci ettari circa, forse anche di più. Sono stati rinvenuti tre di questi edifici a ovest del pianoro. L'aggere perde le sue funzioni difensive e una nuova fortificazione costituita da una fossa sembra prendere il suo posto a fine VII secolo a.C. Circa due secoli e mezzo dopo, viene eretta una struttura in blocchi di tufo che sembra avere le caratteristiche di un nuovo muro di difesa riferibile al IV secolo a.C. e che sembra far parte di un sistema di cittadelle fortificate intorno a Roma in funzione difensiva. Come leggere questi dati archeologici è tuttora oggetto di dibattito: si può infatti vedere nella perdita di uso dell'antico aggere un'espansione della città vera e propria ma anche la perdita dello status di città e la prosecuzione tutta romana dell'insediamento che avrebbe assunto un carattere prettamente agricolo. Rasmus Brandt propone addirittura, basandosi sull'assenza o quasi di rinvenimenti a Ostia riferibili alla sua fase più antica (VII-V secolo a.C.), di riconoscere in Ficana stessa il sito della prima Ostia fondata da Anco Marzio.
Man mano che Roma si espande la città di Ficana perde la sua importanza strategica e, tra il IV e III secolo a.C., inizia ad essere sicuramente abbandonata come insediamento urbano. Sullo stesso territorio e intorno nascono però diverse ville rustiche tra la tarda età repubblicana e la prima età imperiale. Indubitabile segno questo che l'area si trasformò più che altro in zona rurale. Durante la prima età imperiale la città era già solamente un ricordo di pochi eruditi.

## Area archeologica
Il rinvenimento intorno al 1869 dell'XI miliario della via Ostiense in località Malafede, che confermava l'indicazione di Festo secondo il quale l'abitato si trovava all'XI miglio della via Ostiense, quello di una dedica a Mars Ficanus nel 1955 e gli scavi effettuati in maniera estensiva tra il 1975 ed il 1983 hanno consentito di identificare con sicurezza il sito dell'antica città latina. L'ultima campagna di scavo, che ha avuto luogo nel 2007, ha messo in luce dodici sepolture orientalizzanti, tra cui spiccano una vera e propria tomba principesca e due sepolture infantili estremamente ricche.
Questi scavi hanno permesso di datare alla media età del bronzo (ca XIV sec. a.C.) le prime frequentazioni umane, anche se prime occupazioni stabili, datano al XII-XI sec. a.C. . 
Gli scavi condotti a Monte Cugno hanno riportato alla luce un muro di cinta riferibile all'media età repubblicana, tracce di capanne dell'VIII secolo a.C., resti di abitazioni del VII secolo a.C., sepolture di bambini del periodo tra il VII e VI secolo a.C., e sul versante sud-occidentale una necropoli con tombe prevalentemente a inumazione.
La necropoli è stata oggetto di diverse campagne di scavo, a partire dalle prime degli anni '70, fino alla campagna del 2007- 2008, che hanno portato alla luce circa 60 sepolcri ad inumazione e una decina di pozzetti a cremazione. Tra i sepolcri più interessanti, ve ne sono 12 accompagnati da corredi, quattro dei quali definiti come principeschi, per la qualità dei corredi, che comprendono gioielli, armi e suppelletili metalliche. Interessanti due sepolture aristocratiche infantili rinvenute nella necropoli, in contrasto con l'assai ben attestato uso latino di seppellire i bambini quasi esclusivamente nell'abitato.
Tra i materiali dei corredi funerari si trovano diverse anfore con alto collo, spalla pronunciata e ricca decorazione sia plastica sia incisa, di una tipologia largamente attestata nel Latium vetus nel corso del VII secolo a.C.. Questi oggetti sono chiara testimonianza di una grande ricchezza e di una cultura materiale raffinata che le ultime campagne di scavo nella necropoli si rivela completamente allineata ai centri di Decima e Laurentina Acqua Acetosa.

### Annotazioni
1. ↑  L'identificazione del Mons Draconis col monte di San Paolo è data da Antonio Nibby, in Analisi storico-topografico-antiquaria della carta de' dintorni di Roma, 1837, Vol. 2. p.42; l'individuazione del sito si deve alle ricognizioni di Lorenzo Quilici e Stefania Quilici Gigli: Quilici Gigli 1971.

### Riferimenti
1. ↑  Plinio, III, 68-70.
2. ↑  Troccoli, p. 110.
3. 1 2 3   Ficana, su treccani.it. URL consultato l'11 ottobre 2024.
4. ↑  Dionigi di Alicarnasso, III, 38, 3.
5. ↑  Tito Livio, I, 33, 3.
6. 1 2  Ficana 1997, p. 5.
7. ↑   Michele Mattei 2017, Ancora sull'identificazione e il destino dei centri latini dopo la conquista di Anco Marzio, p.12 (PDF), su academia.edu.
8. ↑  CIL VI, 31585.
9. ↑  Quilici Gigli 1971.
10. ↑  Ficana 1977, pp. 3-5.
11. ↑  Le fortiﬁcazioni arcaiche del Latium vetus e dell’Etruria meridionale (IX-VI sec. a.C.). Stratigraﬁa, cronologia e urbanizzazione. Atti delle Giornate di Studio a cura di Paul FONTAINE e Sophie HELAS. Pubblicato dell’Instituto Storico Belga di Roma, settembre 2013. Tobias Fischer Hansen relatore per Ficana (Monte Cugno), pg 177-198.
12. ↑  Ficana 1997, pp. 26-28.
13. ↑  Ficana 1997, pp. 33-35.
14. ↑  Ficana 1997, pp. 13-15.
15. ↑   Margherita Bedello Tata e Maria Rosa Lucidi, La necropoli di Ficana tra le prime e le ultime campagne di scavo: brevi cenni sulle novità emerse., in Mélanges de l'École française de Rome - Antiquité, vol. 130, 2018, DOI:10.4000/mefra.5405.
16. ↑   Alessandro Bedini, Il rituale funerario aristocratico di età orientalizzante: nuovi dati da Ficana, in Mélanges de l'École française de Rome - Antiquité, vol. 130, 2019, DOI:10.4000/mefra.5503.